# Association sportive de Saint-Priest
Pour les articles homonymes, voir ASSP.
Maillots
Actualités
Dernière mise à jour : 20 septembre 2024.
L'Association Sportive de Saint-Priest (ASSP) est un club français de football fondé en 1945 et basé à Saint-Priest dans la banlieue sud-est de Lyon.

## Histoire
- 1945 : Création du C.S.P (Club Sportif de Saint Priest) par Messieurs Callamart, Collomb et Ferrero
- 1947 : Champion de 3e série
- 1948 : Champion de 2e série
- 1949 : Vice-champion de 1re série
- 1950 : Champion Promotion d’honneur (la promotion de district n’existait pas)
- 1953 : Fusion C.S.P / S.A.L. Il n’y a plus qu’un seul club à Saint Priest, le Stade Auto Lyonnais
- 1960 : Accession en Honneur
- 1971 : Montée en Division 3 (National)
- 1980 : Changement de l’appellation pour AS Saint Priest (Association Sportive de Saint Priest)
- 1988 : Champion de France de Division 4 (CFA)
- 1999 : Après 9 saisons en Division 3 entre 1990 et 1999, l'ASSP est reléguée en D4.
- 2002 : L'AS Saint Priest atteint les 1/16e de finale de la Coupe de France en éliminant l'AJ Auxerre de Guy Roux, Djibril Cissé, Philippe Mexès et Jean-Alain Boumsong au Stade de Gerland. Les san-priots se feront sortir face l'AS Nancy (0-2).
- 2013 : Champion de CFA2 Groupe D
- 2016 : Meilleur Club de Jeunes de la région Rhône Alpes (Catégorie Amateur) pour la 7ème fois en 9 ans.
- 2017 : Champion du Groupe F de CFA2 et montée en National 2 (ex CFA). Les U19 remportent le championnat régional (Honneur) et les U15 Féminines sont sacrées Championnes du Rhône (Foot à 8).
- 2023 : après six saisons en National 2, L'AS Saint-Priest est relégué en National 3 après une saison 2022-2023 très difficile (15e sur 16 équipes dans le groupe C).
- 2024 : L'AS Saint Priest atteint les 1/8 de finale de la Coupe de France pour la première fois de l'histoire en éliminant SO Romorantin (4-1)
- 2024: Saint Priest est sacré champion de son groupe de National 3 et par la même occasion acte sa montée en National 2 pour la saison 2024-25

## Palmarès
| Compétitions nationales | Compétitions régionales |
| --- | --- |
| - Coupe de France - 1/8 de finale (meilleur résultat) : 2024 - Championnat de France D4 - Vice-champion : 1998 - Champion de France D5 - Vainqueur de groupe : 2013,2017 et 2024 | - Championnat de DH Rhône-Alpes (2) - Champion : 1972 et 1975 - Coupe de Rhône-Alpes (5) - Vainqueur : 1988, 1990, 1997, 2000 et 2003 |

## Logos

Ancien logo.
Ancien logo.
Logo actuel

## Personnalités

### Entraîneurs
- 1989-1993 :  Hervé Revelli
- 1993-2000 :  Bernard David
- 2010-2011 :  Manuel Abreu
- 2018-avr. 2023 :  Lionel Bah[1],[2]

## Section futsal
Le club se hisse jusqu'en finale de la première édition de la Coupe de France de futsal en 1995, qu'il remporte. Il dispute de nouveau la finale l'année suivante, mais la perd.
À l'été 2022, le Futsal Club Chavanoz, qui se dispute le Championnat de France de futsal 2020-2021, est absorbé par l'AS Saint-Priest.